# Johannes Lucacich
Johannes Lucacich, in italiano Marco Giovanni Lucacich, in latino Marcus Joannes Lucacich, in croato Marko Ivan Lukačić, anche noto col cognome Luccacich, O.F.M.Conv. (Sebenico, ... – Spalato, 20 settembre 1648), è stato un francescano e compositore dalmata, vissuto in Dalmazia durante il controllo della Repubblica di Venezia.

## Biografia
Nacque a Sebenico, all'epoca città dalmata della Repubblica di Venezia, dove fu battezzato nel 1587. Dieci anni dopo entrò nell'Ordine Francescano. Nel 1600 fu in Italia per studiare musica e teologia, ottenendo nel 1615 a Roma il titolo di Magister Musices. Nel 1614 partecipò come maestro di cappella alla festa di San Girolamo presso la Chiesa di San Girolamo degli Schiavoni di Roma.
Nel 1618 tornò nella città natale e due anni dopo fu a Spalato, dove diventò priore del Monastero Francescano della città nel 1620 e ricoprì il posto di direttore della musica della chiesa cattedrale fino alla morte. Fino alla morte affiancò a questa carica quella di maestro di cappella del Duomo di Spalato.
Fu un personaggio di primaria importanza nella vita musicale dalmata. Assieme a Tomaso Cecchino contribuì all'introduzione dello stile monodico nella musica sacra in Dalmazia.
Nella città di Varazdin, nel nord della Croazia, dove dal 1968 si tengono le Serate di Musica Barocca, una manifestazione internazionale, i migliori interpreti vengono insigniti del Premio intitolato al Lukacich.

## Opere
- Sacrae cantiones singulis binis ternis quaternis quinisque vocibus concinendae, Venezia, A. Gardano, 1620, raccolta comprendente 27 mottetti da 1 a 5 voci e organo, tra cui Domine, puer meus, a tre voci, sorta di piccolo oratorio in forma di dialogo.